# António Sérgio
António Sérgio Correia Ferrão (* 14. Januar 1950 in Benguela, Angola; † 31. Oktober 2009 in Lissabon, Portugal) war ein portugiesischer Radiomoderator und Musikjournalist. Er gilt als einer der wichtigsten Förderer der Rockmusik und alternativer Musikstile in Portugal und ist in seiner Bedeutung dort mit der John Peels im Vereinigten Königreich vergleichbar.

## Leben
António Sérgio begann als Aushilfsmitarbeiter beim Rádio Comercial 1967, bevor er 1968 als Moderator zu Rádio Renascença ging. Bekannt wurde er ab 1976 mit seiner dortigen Sendung Rotação (dt.: Rotation), in der er vor allem neue Punk- und Metal-Bands vorstellte, Neuveröffentlichungen früh spielte, und der wachsenden Zahl an alternativer Musik Interessierten fortlaufend Informationen lieferte, die anderweitig nicht einfach zu beschaffen waren. Er beeinflusste damit die Hörgewohnheiten einer breiten Jugendschicht, deren Zeitgefühl er traf. Motiviert durch die spärlichen Möglichkeiten entsprechender Schallplattenveröffentlichungen in Portugal, gründete er dazu das gleichnamige Schallplattenlabel, auf dem u. a. 1981 die erste Single der Xutos & Pontapés erschien. Er produzierte auch selbst Gruppen, neben den ersten Veröffentlichungen der Xutos & Pontapés auch die einzige LP der Faíscas-Nachfolgeband Corpo Diplomático (1979).
Von 1982 bis 1993 unterhielt er mit Som da Frente (dt. etwa: Klänge der vorderen Front), gesendet von Rádio Comercial (RC), eines der einflussreichsten Radioprogramme in der Geschichte der portugiesischen Rockmusik. Auch die in der Sendung aufgestellte Lista rebelde, die als Gegencharts zu den offiziellen Verkaufshitparaden fungierte, trug zur Popularität der Sendung bei. Parallel moderierte Sérgio mit Lança-Chamas (dt.: Flammenwerfer) von 1983 bis 1993 die wichtigste Radiosendung für Heavy-Metal in Portugal. 1993 wurde er wichtigster Moderator des neugeschaffenen Musik- und Jugendsenders XFM. Sérgio widmete sich in weiteren Sendungen z. T. auch anderen Musikstilen, u. a. dem Jazz und innovativer Tanzmusik, etwa in A Hora do Lobo (dt.: Die Stunde des Wolfes, seit 1997 auf RC), wo er auch Weltmusik Aufmerksamkeit schenkte und Bands der Richtung zu Liveauftritten einlud.
Er galt als unangepasst und war häufig als unabhängiger und kompetenter Berater gefragt. So war er Teil der Wahljury zu der, von der Musikzeitschrift BLITZ zu ihrem 25-jährigen Bestehen veranstalten Wahl der 50 bedeutendsten Musikalben Portugals. Bei den Verleihungen der Globos de Ouro 2000 wurde ihm der Hörfunk-Preis verliehen. Den gelegentlich angestellten Vergleichen seiner Arbeit mit der von John Peel oder Anthony Wilson begegnete er mit der Anerkennung deren Wirkens und seiner in persönlicher Begegnung entstandenen Sympathie für Peel, dessen vielfältiges und unbefangenes Interesse an authentischer Musik er hervorhob, ohne auf Vergleiche einzugehen.
In der Nacht vom 31. Oktober zum 1. November 2009 erlag António Sérgio im Alter von 59 Jahren überraschend einem Herzinfarkt.